# Матуш Козачик
Матуш Козачик (словац. Matúš Kozáčik, нар. 27 грудня 1983, Дольний Кубін) — словацький футболіст, воротар.
Протягом кар'єри виступав за чеські клуби «Славія», «Спарта» та «Вікторія» (Пльзень), кіпрський «Анортосіс», а також національну збірну Словаччини.

## Клубна кар'єра
Народився 27 грудня 1983 року в місті Дольний Кубін. Вихованець юнацьких команд «Дольний Кубін» та «Кошице».
У дорослому футболі дебютував 2002 року виступами за «Кошице», в якому не зіграв жодного матчу чемпіонату.
Своєю грою за цю команду привернув увагу представників тренерського штабу чеської «Славії», до складу якого приєднався 2002 року. Відіграв за празьку команду наступні п'ять сезонів своєї ігрової кар'єри.
Влітку 2007 року перейшов до «Спарти» (Прага), з якою в першому сезоні виграв Кубок Чехії, а в наступному і чемпіонат. Проте основним голкіпером так і не став, зігравши за три сезони лише 23 матчі в усіх турнірах.
Влітку 2010 року став гравцем кіпрського «Анортосіса», у складі якого провів два сезони як головний воротар.
До складу клубу «Вікторія» (Пльзень) приєднався влітку 2012 року, підписавши трирічний контракт. Всього відіграв за пльзенську команду 171 матчів в національному чемпіонаті, вигравши чотири чемпіонати Чехії.

## Виступи за збірну
10 грудня 2006 року дебютував в офіційних матчах у складі національної збірної Словаччини в товариській грі проти збірної ОАЕ. Проте після цього довгий час до складу збірної не викликався і лише в кінці 2013 року провів ще два матчі у складі збірної. 
Тренер Ян Козак взяв Козачика на Євро-2016 у Франції, де був першим голкіпером. У першому матчі Словаччина поступилася з рахунком 1:2, але у другому матчі проти Росії вони перемогли з рахунком 2:1. У вирішальному матчі зберіг ворота в недоторканності у грі проти Англії (0:0), завдяки чому словаки посіли третє місце в турнірній таблиці з чотирма очками і вийшли до 1/8 фіналу. Там словаки зустрілися з командою Німеччини, якій поступилися з рахунком 0:3 і вилетіли з чемпіонату.
Надалі Козачик грав за збірну до 2019 року і всього провів у формі головної команди країни 29 матчів, пропустивши 24 голи.

## Статистика виступів

### Статистика клубних виступів

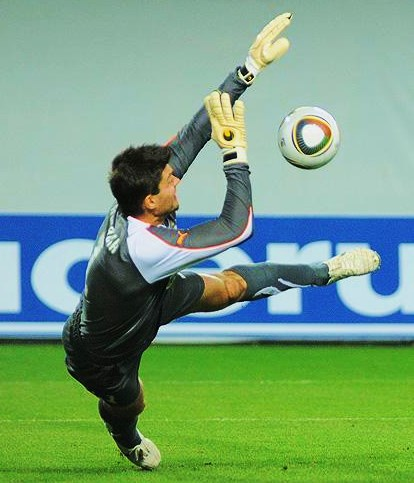
Матуш Козачик під час виступів за «Анортосіс». 2010 рік

| Сезон                 | Команда               | Чемпіонат             | Чемпіонат | Чемпіонат | Національний кубок | Національний кубок | Національний кубок | Єврокубки | Єврокубки | Єврокубки | Інші змагання | Інші змагання | Інші змагання | Усього | Усього |
| Сезон                 | Команда               | Ліга                  | Ігор      | Голів     | Ліга               | Ігор               | Голів              | Ліга      | Ігор      | Голів     | Ліга          | Ігор          | Голів         | Ігор   | Голів  |
| --------------------- | --------------------- | --------------------- | --------- | --------- | ------------------ | ------------------ | ------------------ | --------- | --------- | --------- | ------------- | ------------- | ------------- | ------ | ------ |
| 2001-02               | «Кошице»              | СЛ                    | 0         | −0        | —                  | —                  | —                  | —         | —         | —         | —             | —             | —             | 0      | −0     |
| 2002-03               | «Славія II»           | ЧФЛ (III)             | 22        | -?        | —                  | —                  | —                  | —         | —         | —         | —             | —             | —             | 22     | -?     |
| 2003-04               | «Славія»              | ГЛ                    | 9         | -?        | КЧ                 | ?                  | -?                 | —         | —         | —         | —             | —             | —             | 9      | -?     |
| 2003-04               | «Славія II»           | ЧФЛ (III)             | 6         | -?        | —                  | —                  | —                  | —         | —         | —         | —             | —             | —             | 6      | -?     |
| 2004-05               | «Славія»              | ГЛ                    | 14        | -?        | КЧ                 | ?                  | -?                 | —         | —         | —         | —             | —             | —             | 14     | -?     |
| 2004-05               | «Славія II»           | ЧФЛ (III)             | 6         | -?        | —                  | —                  | —                  | —         | —         | —         | —             | —             | —             | 6      | -?     |
| 2005-06               | «Славія»              | ГЛ                    | 16        | -?        | КЧ                 | ?                  | -?                 | ЛЧ        | 2         | −4        | —             | —             | —             | 18     | −4+    |
| 2005-06               | «Славія II»           | ЧФЛ (III)             | 5         | -?        | —                  | —                  | —                  | —         | —         | —         | —             | —             | —             | 5      | -?     |
| 2006-07               | «Славія»              | ГЛ                    | 16        | -?        | КЧ                 | ?                  | -?                 | —         | —         | —         | —             | —             | —             | 16     | -?     |
| Усього за «Славію»    | Усього за «Славію»    | Усього за «Славію»    | 55        | -?        |                    | ?                  | ?                  |           | 2         | −4        |               | —             | —             | 57     | −4+    |
| 2006-07               | «Славія II»           | ЧФЛ (III)             | 1         | -?        | —                  | —                  | —                  | —         | —         | —         | —             | —             | —             | 1      | -?     |
| Усього за «Славію II» | Усього за «Славію II» | Усього за «Славію II» | 40        | -?        |                    | —                  | —                  |           | —         | —         |               | —             | —             | 40     | -?     |
| 2007-08               | «Спарта»              | ГЛ                    | 0         | −0        | КЧ                 | ?                  | -?                 | ЛЧ        | 0         | −0        | —             | —             | —             | 0      | −0     |
| 2007-08               | «Спарта II»           | ЧФЛ (III)             | 2         | -?        | —                  | —                  | —                  | —         | —         | —         | —             | —             | —             | 2      | -?     |
| 2008-09               | «Спарта»              | ГЛ                    | 9         | −9        | КЧ                 | ?                  | -?                 | КУЄФА+ЛЧ  | 2+4       | −3 + -3   | —             | —             | —             | 15     | −15    |
| 2009-10               | «Спарта II»           | ЧФЛ (III)             | 3         | −0        | —                  | —                  | —                  | —         | —         | —         | —             | —             | —             | 3      | −0     |
| Усього за «Спарту II» | Усього за «Спарту II» | Усього за «Спарту II» | 5         | −0+       |                    | —                  | —                  |           | —         | —         |               | —             | —             | 5      | −0+    |
| 2009-10               | «Спарта»              | ГЛ                    | 7         | −3        | КЧ                 | ?                  | -?                 | ЛЄ        | 1         | −0        | —             | —             | —             | 8      | −3     |
| Усього за «Спарту»    | Усього за «Спарту»    | Усього за «Спарту»    | 16        | −12       |                    | ?                  | ?                  |           | 7         | −6        |               | —             | —             | 23     | −18    |
| 2010-11               | «Анортосіс»           | ДА                    | 21        | −21       | КК                 | ?                  | -?                 | ЛЄ        | 5         | −8        | —             | —             | —             | 26     | −29    |
| 2011-12               | «Анортосіс»           | ДА                    | 30        | —         | КК                 | 2                  | −2                 | ЛЄ        | 2         | −2        | —             | —             | —             | 34     | −24    |
| Усього за «Анортосіс» | Усього за «Анортосіс» | Усього за «Анортосіс» | 51        | −41       |                    | 2                  | −2                 |           | 7         | −10       |               | —             | —             | 60     | −53    |
| 2012-13               | «Вікторія» (Пльзень)  | ГЛ                    | 27        | -?        | КЧ                 | —                  | —                  | ЛЄ        | 12        | -?        | —             | —             | —             | 39     | -?     |
| Усього за кар'єру     | Усього за кар'єру     | Усього за кар'єру     | 194       | −55+      |                    | 2                  | −2                 |           | 28        | -?        |               | —             | —             | 224    | −79+   |

### Статистика виступів за збірну
| Дата       | Місто      | Господарі  | Результат | Гості             | Турнір                  | Голи | Примітки |
| ---------- | ---------- | ---------- | --------- | ----------------- | ----------------------- | ---- | -------- |
| 10-12-2006 | Абу-Дабі   | ОАЕ        | 1 – 2     | Словаччина        | товариський матч        | -1   |          |
| 15-10-2013 | Рига       | Латвія     | 2 – 2     | Словаччина        | Відбір до ЧС 2014       | -2   |          |
| 15-11-2013 | Вроцлав    | Польща     | 0 – 2     | Словаччина        | товариський матч        | -0   |          |
| 4-9-2014   | Жиліна     | Словаччина | 1 – 0     | Мальта            | товариський матч        | -    |          |
| 8-9-2014   | Київ       | Україна    | 0 – 1     | Словаччина        | Відбір до ЧЄ 2016       | -    |          |
| 9-10-2014  | Жиліна     | Словаччина | 2 – 1     | Іспанія           | Відбір до ЧЄ 2016       | -1   |          |
| 12-10-2014 | Борисов    | Білорусь   | 1 – 3     | Словаччина        | Відбір до ЧЄ 2016       | -1   |          |
| 15-11-2014 | Скоп'є     | Македонія  | 0 – 2     | Словаччина        | Відбір до ЧЄ 2016       | -    |          |
| 27-3-2015  | Жиліна     | Словаччина | 3 – 0     | Люксембург        | Відбір до ЧЄ 2016       | -    |          |
| 14-6-2015  | Жиліна     | Словаччина | 2 – 1     | Македонія         | Відбір до ЧЄ 2016       | -1   |          |
| 5-9-2015   | Ов'єдо     | Іспанія    | 2 – 0     | Словаччина        | Відбір до ЧЄ 2016       | -2   | 30'      |
| 8-9-2015   | Жиліна     | Словаччина | 0 – 0     | Україна           | Відбір до ЧЄ 2016       | -    |          |
| 9-10-2015  | Жиліна     | Словаччина | 0 – 1     | Білорусь          | Відбір до ЧЄ 2016       | -1   |          |
| 12-10-2015 | Люксембург | Люксембург | 2 – 4     | Словаччина        | Відбір до ЧЄ 2016       | -2   |          |
| 29-3-2016  | Дублін     | Ірландія   | 2 – 2     | Словаччина        | товариський матч        | -2   |          |
| 29-5-2016  | Аугсбург   | Німеччина  | 1 – 3     | Словаччина        | товариський матч        | -1   |          |
| 4-6-2016   | Трнава     | Словаччина | 0 – 0     | Північна Ірландія | товариський матч        | -    |          |
| 11-6-2016  | Бордо      | Уельс      | 2 – 1     | Словаччина        | ЧЄ 2016 - груповий етап | -2   |          |
| 15-6-2016  | Лілль      | Росія      | 1 – 2     | Словаччина        | ЧЄ 2016 - груповий етап | -1   |          |
| 20-6-2016  | Сент-Етьєн | Словаччина | 0 – 0     | Англія            | ЧЄ 2016 - груповий етап | -    |          |
| 26-6-2016  | Лілль      | Німеччина  | 3 – 0     | Словаччина        | ЧЄ 2016 - 1/8 фіналу    | -3   |          |
| 4-9-2016   | Трнава     | Словаччина | 0 – 1     | Англія            | Відбір до ЧС 2018       | -1   |          |
| 8-10-2016  | Любляна    | Словенія   | 1 – 0     | Словаччина        | Відбір до ЧС 2018       | -1   |          |
| 11-10-2016 | Трнава     | Словаччина | 3 – 0     | Шотландія         | Відбір до ЧС 2018       | -    |          |
| 11-11-2016 | Трнава     | Словаччина | 4 – 0     | Литва             | Відбір до ЧС 2018       | -    |          |
| 26-3-2017  | Та-Калі    | Мальта     | 1 – 3     | Словаччина        | Відбір до ЧС 2018       | -1   |          |
| 14-11-2017 | Трнава     | Словаччина | 1 – 0     | Норвегія          | товариський матч        | -    |          |
| 5-9-2018   | Трнава     | Словаччина | 3 – 0     | Данія             | товариський матч        | -    |          |
| 7-6-2019   | Трнава     | Словаччина | 5 – 1     | Йорданія          | товариський матч        | -1   | 47'      |
| Усього     |            | Матчів     | 29        |                   | Голів                   | -24  |          |

## Досягнення
Командні
«Славія» (Прага) 
- Віце-чемпіон Чехії (3) : 2002/03, 2004/05, 2006/07

«Спарта» (Прага) 
- Чемпіон Чехії (1) : 2009/2010
- Віце-чемпіон Чехії (2) : 2007/08, 2008/09
- Володар Кубка Чехії (1) : 2007/08

«Вікторія» (Пльзень) 
- Чемпіон Чехії (4) : 2012/13, 2014/15, 2015/16, 2017/18
- Володар Суперкубка Чехії (1) : 2015